# عبد الله بن معتوق القطيفي
عبد الله بن معتوق بن درويش البلادي التاروتي القطيفي (1857 - 4 يونيو 1943) (1274 - 1 جمادى الأولى 1362) فقيه جعفري وشاعر سعودي. ولد في جزيرة تاروت بالقطيف ونشأ في عائلة مسلمة إثنا عشرية. تتلمذ على والده ثم هاجر إلى العراق سنة 1878 فأقام في العراق مدة تقرب من أربعين سنة. فدرس عند علي حسن البلادي وأحمد آل طعان وغيرهم من علماء فحصل على إجازات اجتهاد في الفقه الجعفري. . له ديوان شعر وأرجوزة في الإمامة وشبهات وردود وشروح وحواش ورسالات في الفقه. عاد إلى وطنه في 1919 وصار من المراجع الشيعة بها وتوفي بها.

## سيرته
هو عبد الله بن معتوق بن درويش بن معتوق بن عبد الحسين بن مرهون البحراني البلادي القطيفي التاروتي. ولد في جزيرة تاروت بالقطيف تحت الحكم العثماني بإقليم البحرين سنة 1274 هـ / 1857 م. تتلمذ على والده ثم هاجر إلى النجف سنة 1295 هـ/ 1878 م فأقام في العراق مدة تقرب من أربعين سنة، أقام شطراً مهمّاً منها في النجف لطلب العلم الديني، ثم في كربلاء. فدرس عند علي بن حسن آل الشيخ سليمان البحراني القديحي وأحمد بن الشيخ صالح آل طعّان البحراني ومحمد بن عبد الله آل عيثان الأحسائي. فحصل على إجازات اجتهاد من أبي تراب الخوانساري ومحمد حسين الكاشاني وعلي أصغر الغروي الخثائي ومحمد تقي آل الشيخ أسد الله.

من تلامذته علي بن يحيى السنابسي التاروتي القطيفي وعيسى بن محمد التاروتي القطيفي وعلي بن حسن الجشي البحراني القطيفي.

عاد إلى القطيف سنة 1337 هـ/ 1919 م، فتصدى بها لمسؤولياته الشرعية وصار من المراجع الشيعة بها. توفي في‌ 1 جمادى الأولى 1362 هـ/ 4 يونيو 1943 في مسقط رأسه.

## شعره
هو شاعر مكثر وله أشعار في مناسبات دينية وفي المدح والرثاء الأئمة الاثنا عشر. منه في الرثاء حسين بن علي :

## مؤلفاته
- ديوان شعر باللغة الفصحى، يشتمل على ثلاثة عشر قصيدة .
- أرجوزة في الإمامة
- شبهات وردود
- رسالة سفينة المساكين لنجاة الشاكين تتناول أحكام الشكوك في الصلاة .
- حاشية على العروة الوثقى: كتبها بخطه على بعض نسخها.
- رسالة وجيزة في أحكام الرضاع .
- رسالة في علم الهيئة ومعلومية الأفلاك السماوية .
- رسالة منية المشتاق لتحقيق الاشتقاق .

في نوفمبر 2011 / ذو الحجة 1432 أصدر عن فرج العمران كتاب شذرات من حياة وشعر العلامة ابن معتوق ويشتمل ديوان أشعار القطيفي وتأتي طباعة الكتاب لمناسبة مرور 70 عاما على وفاته.